# Den lille gård på Torvet
Den lille gård på Torvet er en bygning placeret på Nytorv 4 i Viborg. Den er tegnet af den sachsiske bygmester og arkitekt Johann Gottfried Hödrich og opført i årene 1731-1735 af borgmester Hans Knudsen Rafn, som hans "liden Gaard paa Torvet". Bygningen har været fredet siden 1945.
Det nuværende portfag blev tilføjet i 1850 og den midterste dør blev tilsat.